# Velayos (Salamanca)
Velayos es una entidad de población española del municipio de Pelayos, perteneciente a la provincia de Salamanca, en la comunidad autónoma de Castilla y León.

## Historia
Hacia mediados del siglo XIX, el lugar, una alquería ya por entonces perteneciente al municipio de Pelayos, tenía contabilizada una población de 3 habitantes. Aparece descrito en el decimoquinto volumen del Diccionario geográfico-estadístico-histórico de España y sus posesiones de Ultramar de Pascual Madoz con las siguientes palabras:

VELAYOS: alq. en la prov. de Salamanca, part. jud. de Alba de Tormes, térm. municipal de Pelayos. pobl.: 1 vec., 3 almas.
(Madoz, 1849, p. 640)

En 2023, la entidad singular de población de Velayos tenía empadronado 1 habitante.